# 克林顿 (田纳西州)
克林顿（英語：Clinton）是美国田纳西州安德森郡的一个城市。在美国2000年人口普查时，全市人口为9409。该镇也是安德森的县治

## 地理
克林奇河从城市穿过。这段河流从距克林顿35英里（56）的梅尔顿山湖水库的大坝到距离克林顿59英里（95）的田納西河。
克林顿两面环山，城市的东西两部各有山脊和高原。
克林顿是61号田纳西州州道和25号美国国道的相交处。
根据美国人口调查局的数据，全市总面积11.5平方英里（29.7 km²），其中10.9平方英里（28.3 km²）是陆地，还有0.6平方英里（1.5 km²）是水域，约占总面积的4.89%。

## 人口统计
截至2000年的人口普查，全市共有9409居民，4201户和2688个家庭。人口密度是862.8每平方英里（333.0/km²）。该镇4441个住房单位平均密度为407.3个每平方公里（157.2/km²）。全镇人口95.47%是白人，2.72%是非裔美国人，0.33%是美国土著，0.38%是亞裔，0.28%是太平洋岛民，0.28%来自其他种族，还有0.82%是混血。西班牙裔和拉丁美洲裔总占总人口的0.85%。

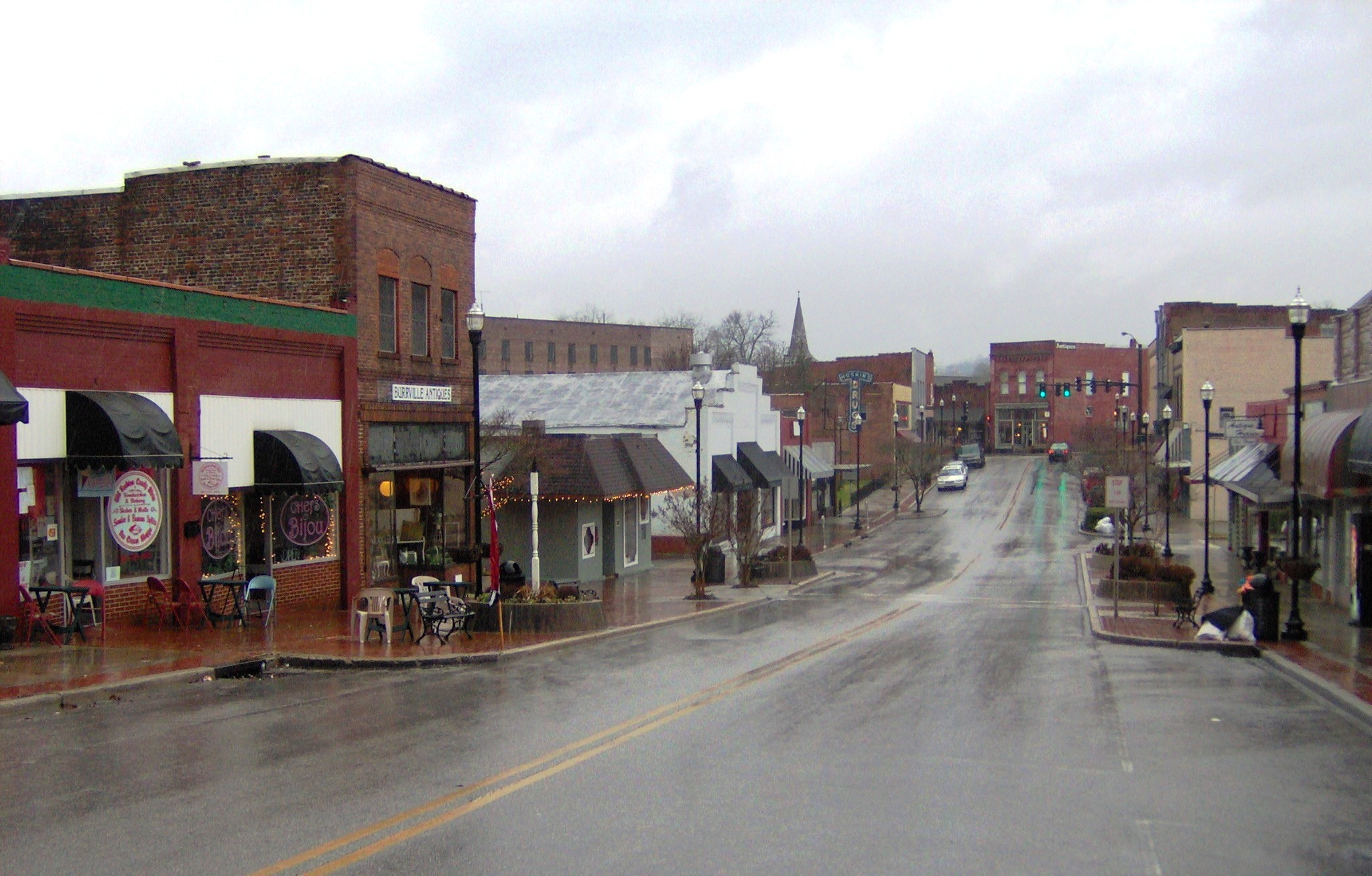
购物街

全镇4201户的27.4%有18岁以下的孩子和他们居住，47.9%户是已经结婚的，13.2%户已婚丧夫的家庭，还有36.0%户是非家庭。4201户的31.8%由个人组成，12.7%户居住着65岁及以上的独居老人。平均每户有2.21人，每个家庭2.78人。
全镇18岁以下的少年儿童及青少年占总人口的21.6%，8.9%的人口居于18岁到24岁之间，28.2%的人口居于25岁到44岁之间，23.7%的人口居于45岁到64岁之间，还有17.6%的人口是65岁以上的老年人。人口年龄的中位數是39岁，平均每100个女性对应86.4男性。18岁以上的每100个女性对应81.7个男性。